# Universitätsbibliothek Warschau

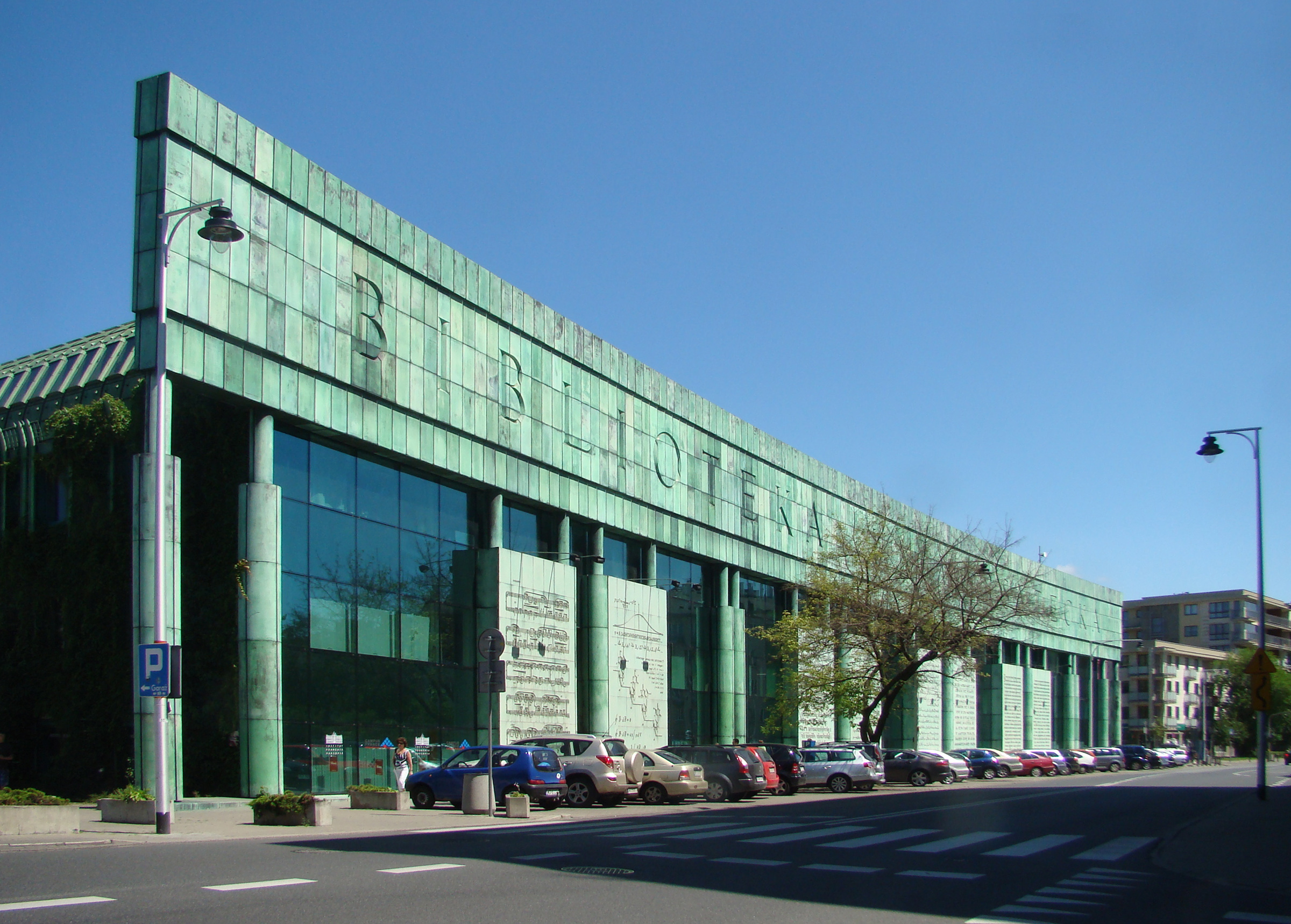
Hauptfassade

Die Universitätsbibliothek Warschau ist eine Bücher- und Zeitschriftensammlung in Warschau, Polen, und wurde 1816 für die Lehrenden und Studierenden der Universität Warschau gegründet. Nach einer Gebäudenutzung auf dem Universitätscampus erhielt die Einrichtung einen Neubau, der im Stadtteil Powiśle nach Plänen zweier polnischer Architekten errichtet und 1999 eingeweiht werden konnte.

## Geschichte
Erster Direktor der Bibliothek war Samuel Bogumił Linde. Am Anfang des 20. Jahrhunderts erhielt die Sammlung auf dem Universitätsgelände nahe dem Kazimierz-Palast an der Krakowskie-Przedmieście-Straße ein damals modernes eigenes Bibliotheksgebäude, an dessen Entwurf Fritz Milkau wesentlich beteiligt war.
Nach rund 100 Jahren und dem stetigen Zuwachs der Sammlungen wurde der Bau eines neuen Gebäudes, das die aktuellen Forderungen des Brandschutzes erfüllen würde, dringend notwendig.
Nach der 1989er Wende wurde das Gebäude des Zentralkomitees der Polnischen Vereinigten Arbeiterpartei PVAP zum Staatseigentum erklärt. Die Idee, im typischen Bürogebäude eine Bibliothek zu unterbringen, erwies sich als unpraktisch. Das Gebäude wurde an die neu gegründete Warschauer Wertpapierbörse vermietet, und vom Gewinn aus der Vermietung wurde der Bau der neuen Universitätsbibliothek im Stadtteil Powiśle finanziert.
1993 wurde ein Wettbewerb ausgeschrieben, den die Architekten Marek Budzyński und Zbigniew Badowski gewannen. Die Bauarbeiten begannen 1995 und dauerten bis 1999. Gleichzeitig wurde das Freigelände um die Bibliothek herum völlig neu gestaltet.

## Architektur

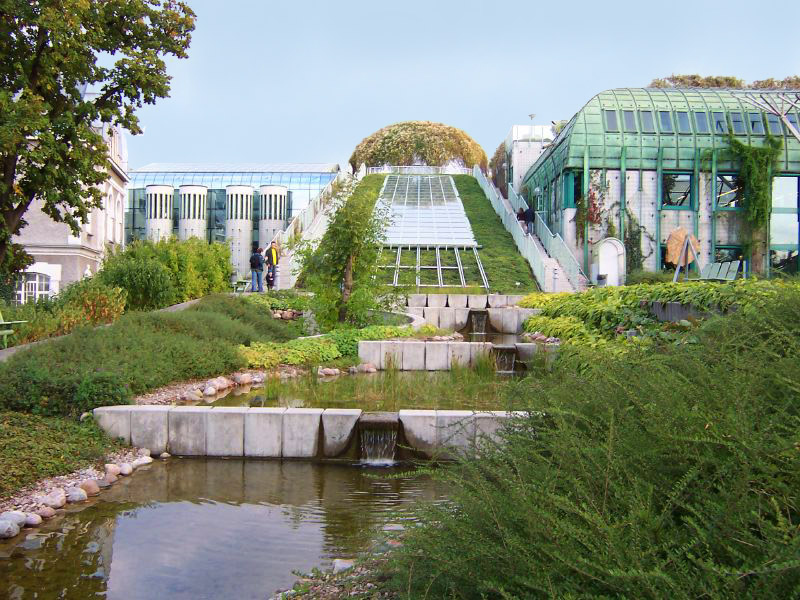
Gartenanlage

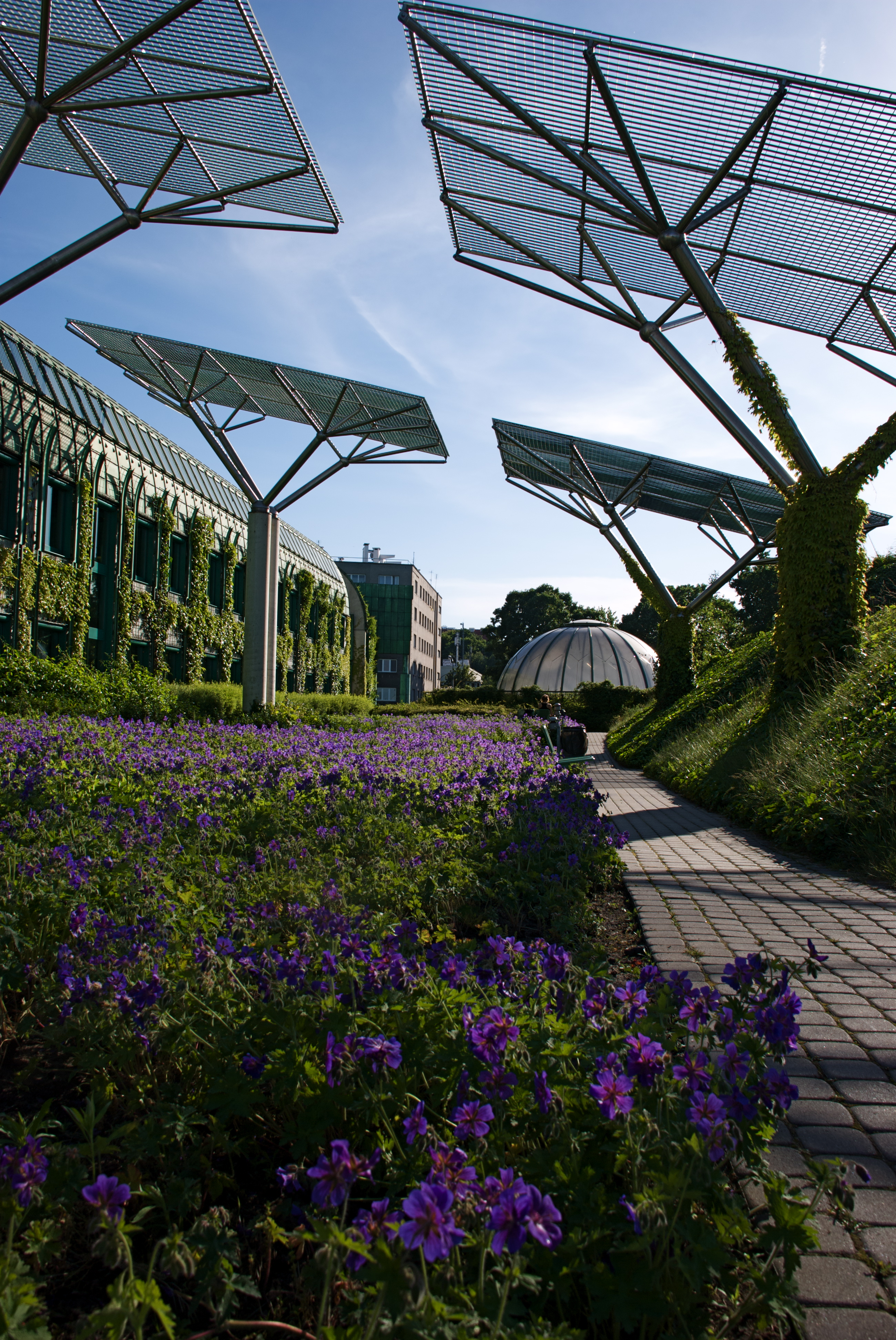
Dachgarten

Das am 15. Dezember 1999 eingeweihte Gebäude besteht aus einem vierstöckigen Hauptblock und einem niedrigen Frontgebäude mit einer dazwischenliegenden Passage. Auf dem Dach wurde nach Plänen der Landschaftsarchitektin Irena Bajerska ein botanischer Garten mit einer Fläche von 1,5 ha angelegt und am 12. Juni 2002 eröffnet. Es ist einer der größten Dachgärten in Europa, der jedoch nur über eine Treppenanlage erreichbar und damit nicht barrierefrei ist. Von hier bietet sich ein weiter Blick über Warschau und über die Weichsel bis hin zum Stadion Narodowy. Auch der Kulturpalast hebt sich aus dem Stadtbild heraus.
Das Gesamtvolumen aller Bibliotheksräume umfasst 260.000 m³, die Nutzfläche ist mit 64.000 m² angegeben. Die Bestände betrugen per Dezember 2012 fast 3,1 Millionen Werke, darunter:
- 1,936 675 Millionen Bücher,
- 708.911 Zeitschriften sowie Spezialsammlungen, Lehrbücher und moderne Medien.

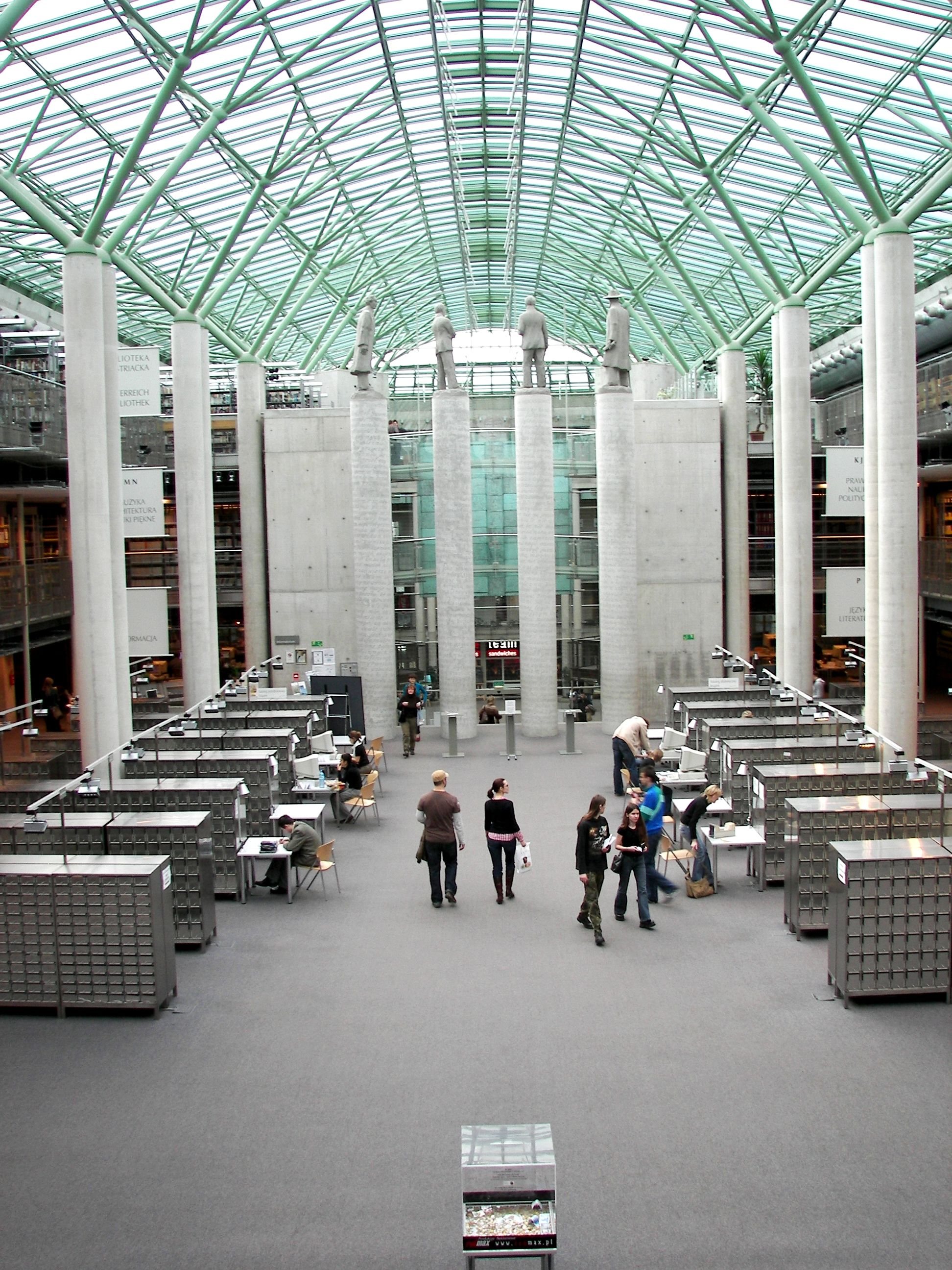
Eingangshalle

Im Eingangsbereich stehen auf vier sehr hohen Säulen die Statuen der Philosophen Kazimierz Twardowski, Jan Łukasiewicz, Alfred Tarski und Stanisław Leśniewski. Sie wenden den Besuchern der Lesehalle jedoch ihre Rücken zu und schauen dagegen aus dem gläsernen Giebel heraus.

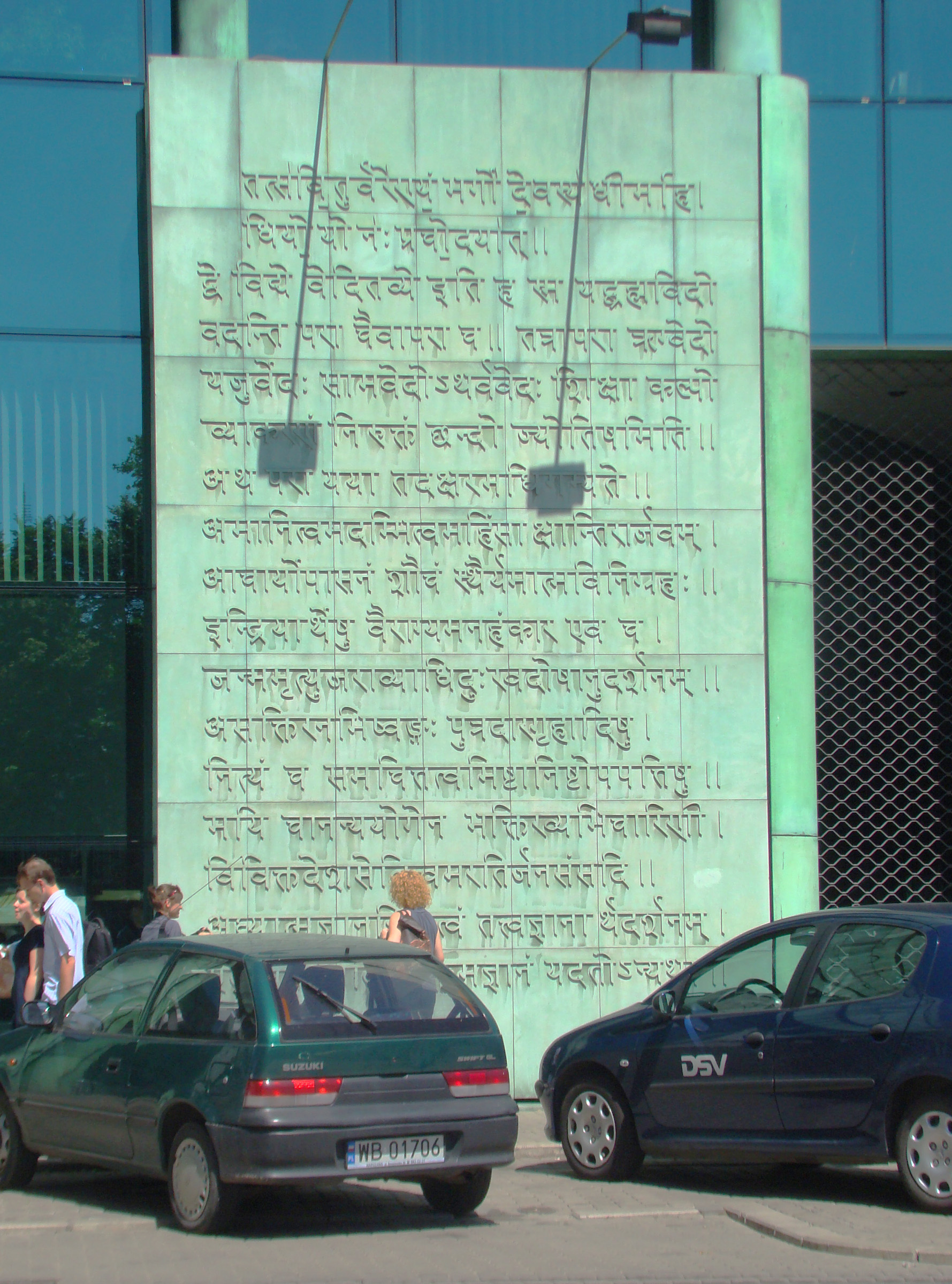
Textteil aus dem Buch der Tiere

Die gesamte Fassade der Vorhalle ist mit Kupferplatten verkleidet und dazwischen lassen hohe Fenster Tageslicht herein. Auf der Westseite befinden sich – in Buchform angeordnet und auch so gestaltet – acht Tafeln mit:
- Noten eines Fragmentes der b-moll-Etüde von Karol Szymanowski,
- mathematischer Formel der Normalverteilung, der Pi-Zahl, der Struktur einer Nukleinsäure u. a.
- einem Text in der Sanskrit-Sprache mit Fragmenten der Rigveda u. a.,
- einem Text in hebräischer Sprache mit dem alttestamentlichen Text von Ezechiel 3,1-3,
- einem Text in arabischer Sprache aus dem Buch der Tiere (Autor al-Dschahiz),
- einem Text in griechischer Sprache aus dem Dialog Phaidros von Platon,
- einem Text in altrussischer Sprache der Nestorchronik vom Anfang des 12. Jahrhunderts,
- einem Text in altpolnischer Sprache Erklärung der Tugend von Jan Kochanowski.

Das Gebäude mit einer unkonventionellen Architektur zählt bereits zu den Sehenswürdigkeiten der Stadt und ist ein beliebter Treffpunkt Warschauer Studenten.